# Cantwell (Alasca)
Cantwell é uma Região censo-designada localizada no estado americano de Alasca, no Distrito de Denali.

## Demografia
Segundo o censo americano de 2000, a sua população era de 222 habitantes.

## Geografia
De acordo com o United States Census Bureau, a localidade tem uma área de 307,5 km², dos quais 306,3 km² cobertos por terra e 1,2 km² cobertos por água.

## Localidades na vizinhança
O diagrama seguinte representa as localidades num raio de 104 km ao redor de Cantwell.